# Bismarckturm (Tübingen)
Der Bismarckturm ist ein 1907 fertiggestellter, 16 Meter hoher, als Bismarckdenkmal errichteter Aussichtsturm in Tübingen, der nach dem Entwurf „Götterdämmerung“ von Wilhelm Kreis unter dem Tübinger Regierungsbaumeister Franz Bärtle erbaut wurde. Der 16 m hohe Bismarckturm wurde aus Tuffstein (aus Gönningen und Seeburg) sowie grobkörnigem Sandstein errichtet. Er steht auf dem Schlossberg 1,3 km westlich vom Schloss Hohentübingen am Ende des Lichtenberger Wegs. Der Bismarckturm gilt als das Wahrzeichen der Tübinger Weststadt.

## Geschichte
Der Bau des Bismarckturms erfolgte aus Spendengeldern der Tübinger Studentenschaft. Diese brachte die erheblichen Baukosten allerdings erst nach mehreren erfolglosen Versuchen auf, da diese von einem Kostenvoranschlag von 8.000 Mark beim Beschluss des Baus innerhalb von acht Jahren bis auf 20.000 Mark (entspricht inflationsbereinigt etwa 150.000 Euro) gestiegen waren.

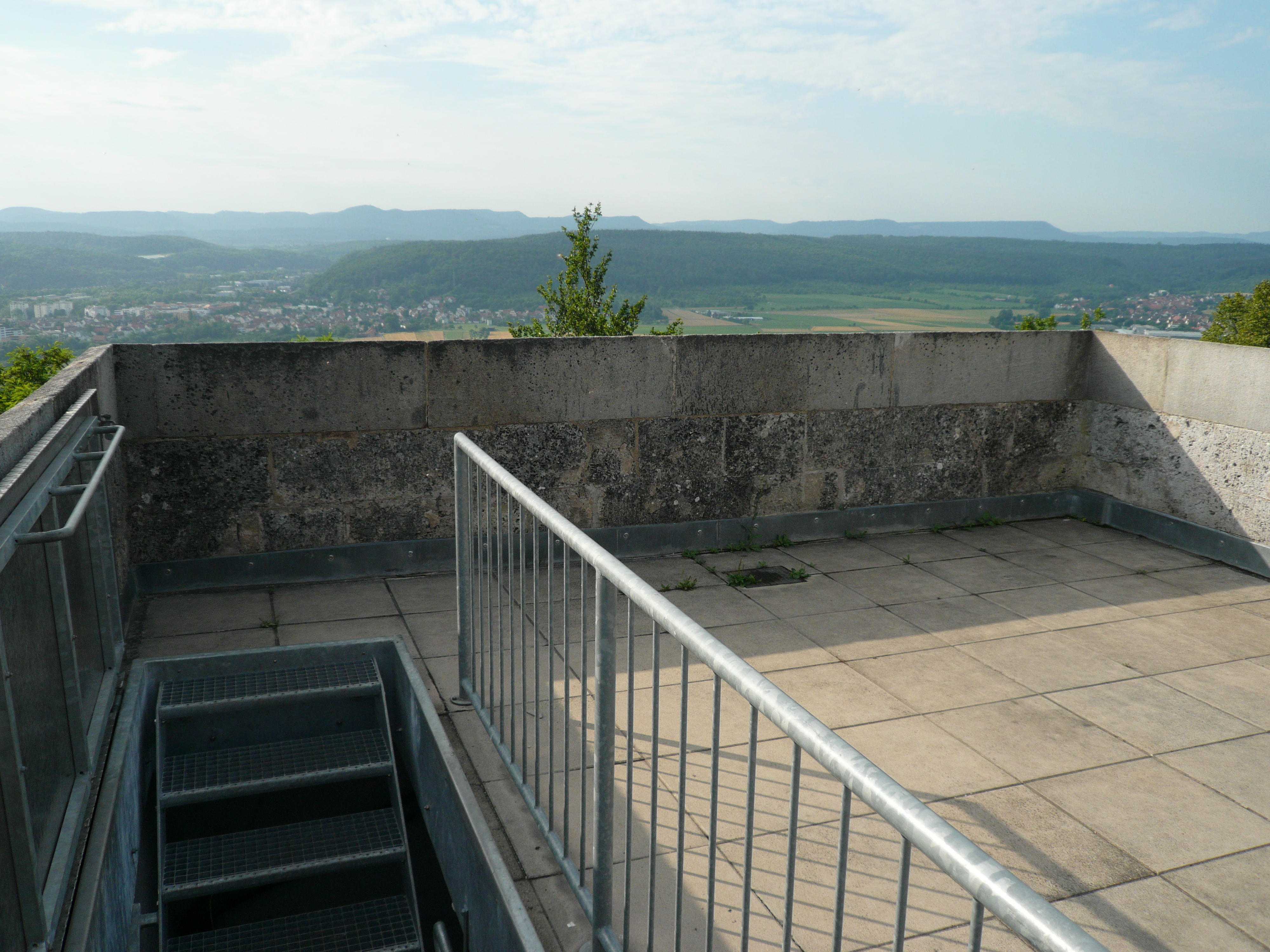
Aussicht

Der Turm wurde am 7. Dezember 1907 durch einen Fackelzug und einen Kommers der Tübinger Studentenschaft und mit Reden des Universitätsdirektors Ernst Koken und des Bürgermeisters Hermann Haußer eingeweiht.
1969 wurde der Treppenaufgang zu seiner Aussichtsplattform, der aus 63 Stufen besteht, erneuert, doch blieb der Turm bis September 1971 geschlossen. Später wurde der Turm infolge von Vandalismus und mehreren Bränden geschlossen und verfiel bis 1999 immer mehr. Nachdem 1999 ein Tübinger Ehepaar die Kosten für die Sanierung in Höhe von 64.000 DM übernahm, wurde das Bauwerk im Jahr 2000 wiedereröffnet.
Nachdem der Turm seit 2014 längere Zeit nicht zugänglich war, hat im Herbst 2020 der Verein Tübinger Turmfreunde e.V. die Patenschaft für den Turm übernommen, wodurch zu bestimmten Zeiten die Besteigung wieder möglich ist.